# Europejska Agencja Kosmiczna
Europejska Agencja Kosmiczna (ang. European Space Agency, ESA; fr. Agence spatiale européenne, ASE) – międzynarodowa organizacja krajów europejskich, której celem jest eksploracja i wykorzystanie przestrzeni kosmicznej.
Siedziba organizacji znajduje się w Paryżu. Agencja została powołana na mocy konwencji z 30 maja 1975. Mimo że sama konwencja weszła w życie dopiero 30 października 1980, organizacja zaczęła działać już w 1975 roku. Powstała z połączenia jej poprzedniczek – Europejskiej Organizacji Badań Kosmicznych (ESRO) i Europejskiej Organizacji Rozwoju Rakiet Nośnych (ELDO).
     Kraje członkowskie ESA
     Kraje, które podpisały umowę ECS
     Kraje, które podpisały Umowę o Współpracy

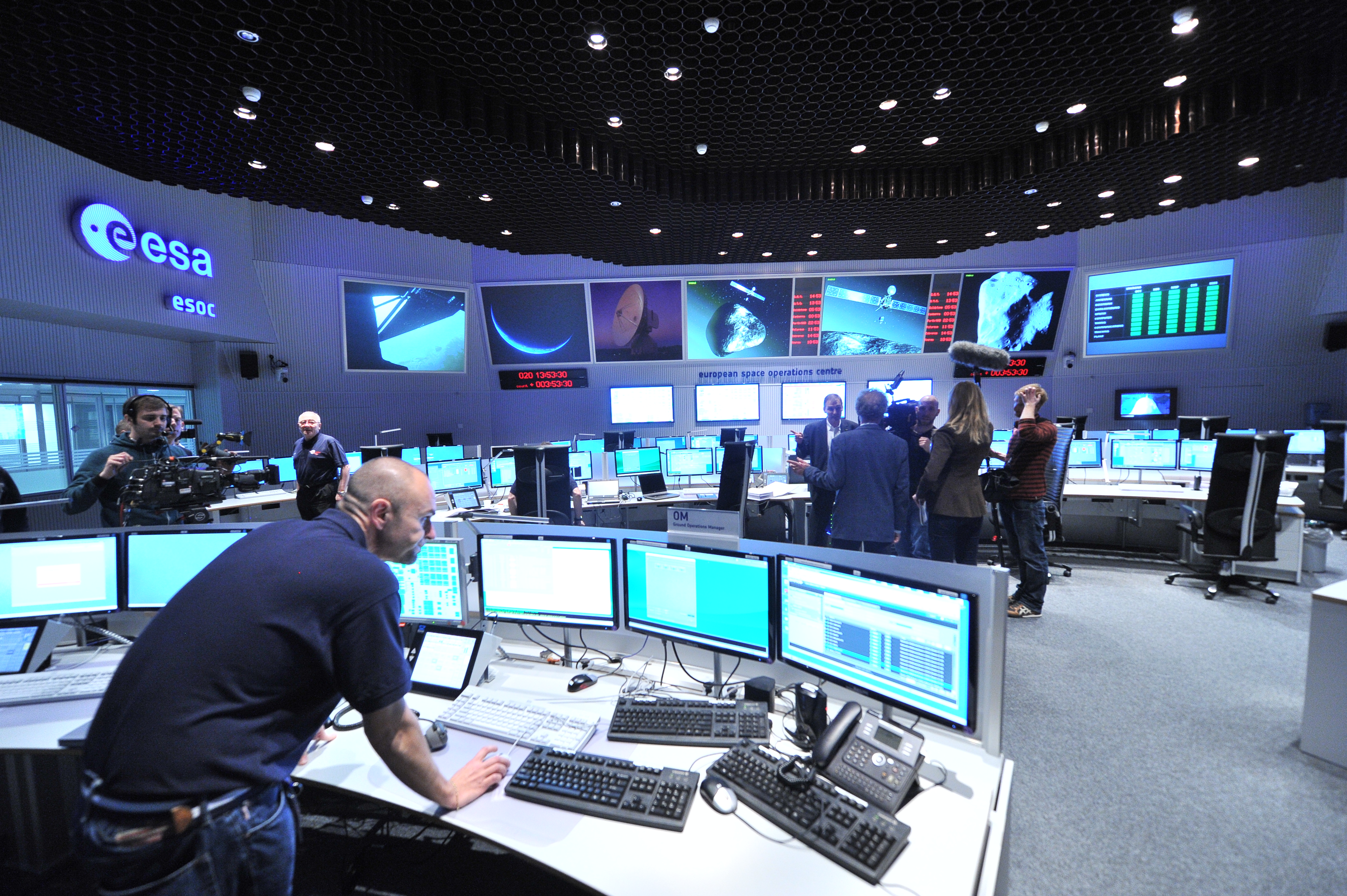
ESOC w Darmstadt

Kraje członkowskie ESA
Kraje, które podpisały umowę ECS
Kraje, które podpisały Umowę o Współpracy

ESA zatrudnia ok. 1900 osób, a jej budżet na rok 2022 wyniósł 7,15 mld euro. Główny ośrodek ESTEC (European Space Research and Technology Centre) znajduje się w Noordwijk aan Zee w Holandii, Instytut Badawczy ESRIN (European Space Research Institute) mieści się we Frascati (Włochy), zaś siedzibą Centrum Operacji Kosmicznych ESOC (European Space Operations Centre) jest niemieckie miasto Darmstadt. W Niemczech (Kolonia) znajduje się też ośrodek szkolenia astronautów EAC (European Astronauts Centre), siedziba Europejskiego Korpusu Astronautów. Kosmodrom należący do ESA znajduje się w Kourou w Gujanie Francuskiej, gdzie znajduje się Gujański Ośrodek Kosmiczny. Położenie blisko równika sprzyja zadaniu wysyłania na orbitę sztucznych satelitów.
Z dniem 1 marca 2021 roku nowym dyrektorem generalnym ESA został Josef Aschbacher. Zastąpił on na tym stanowisku Johanna-Dietricha Woernera, który sprawował tę funkcję od marca 2005 roku. Dyrektorowi generalnemu asystuje 11 dyrektorów, odpowiedzialnych za poszczególne oddziały ESA i za zarządzanie agencją (zobacz pełną listę).

## Kraje członkowskie
Od lutego 2015 roku w skład ESA wchodzą 22 państwa członkowskie. Poniższa tabela zawiera przegląd wszystkich państw członkowskich oraz ich wkład finansowy w ESA w 2023 roku.
| Państwo członkowskie | Wstąpienie do ESA         | Krajowy program | Wkład (mln €) | Wkład (%) |
| -------------------- | ------------------------- | --------------- | ------------- | --------- |
| Francja              | 30 października 1980(dts) | CNES            | 1000,9        | 20,4%     |
| Niemcy               | 30 października 1980(dts) | DLR             | 1046,8        | 21,4%     |
| Włochy               | 30 października 1980(dts) | ASI             | 580,1         | 11,8%     |
| Wielka Brytania      | 30 października 1980(dts) | UKSA            | 609,6         | 12,4%     |
| Hiszpania            | 30 października 1980(dts) | INTA            | 285,7         | 5,8%      |
| Belgia               | 30 października 1980(dts) | BELSPO          | 260,0         | 5,3%      |
| Holandia             | 30 października 1980(dts) | SRON            | 95,6          | 2,0%      |
| Szwajcaria           | 30 października 1980(dts) | SSO             | 184,5         | 3,8%      |
| Szwecja              | 30 października 1980(dts) | SNSB            | 84,0          | 1,7%      |
| Dania                | 30 października 1980(dts) | DNSC            | 35,1          | 0,7%      |
| Irlandia             | 10 grudnia 1980(dts)      | SI              | 21,4          | 0,4%      |
| Norwegia             | 30 grudnia 1986(dts)      | NSC             | 75,4          | 1,5%      |
| Austria              | 30 grudnia 1986(dts)      | ASA             | 65,5          | 1,3%      |
| Finlandia            | 1 stycznia 1995(dts)      | TEKES           | 39,0          | 0,8%      |
| Portugalia           | 14 listopada 2000(dts)    | FCT SO          | 30,8          | 0,6%      |
| Grecja               | 9 marca 2005(dts)         | ISARS           | 21,0          | 0,4%      |
| Luksemburg           | 30 czerwca 2005(dts)      | Luxinnovation   | 42,0          | 0,9%      |
| Czechy               | 8 lipca 2008(dts)         | CSO             | 49,2          | 1,0%      |
| Rumunia              | 23 grudnia 2011(dts)      | ROSA            | 56,4          | 1,2%      |
| Polska               | 19 listopada 2012(dts)    | POLSA           | 44,7          | 0,9%      |
| Estonia              | 4 lutego 2015(dts)        | ESO             | 6,9           | 0,1%      |
| Węgry                | 24 lutego 2015(dts)       | HSO             | 24,7          | 0,5%      |
| Słowenia             | 5 lipca 2016              |                 | 3,4           | 0,1%      |
| Kanada               | 1 stycznia 1979(dts)      | CSA             | 19,0          | 0,4%      |
| Łotwa                | 19 marca 2023             |                 | 1,1           | <0,1%     |
| Słowacja             | 14 czerwca 2022           |                 | 3,0           | 0,1%      |
| Litwa                | 28 kwietnia 2021          |                 | 1,8           | <0,1%     |
| Pozostałe            |                           |                 | 209,5         | 4,3%      |
| Całe ESA             |                           |                 | 7,08 mld      | 100%      |

| Suma nakładów państw członkowskich |                   |       |          |       |
| Państwa członkowskie               |                   |       |          | 66,2% |
| Unia Europejska                    | 28 maja 2004(dts) | ESP   |          | 24,2% |
| Eumetsat                           | różne             | różne |          | 1,8%  |
| Inne źródła                        | –                 | –     |          | 7,8%  |
| Całe ESA                           |                   |       | 7,08 mld |       |

### Członkowie stowarzyszeni
Obecnie jedynym członkiem stowarzyszonym ESA jest Kanada. Wcześniej do grona zrzeszonych należały Austria, Norwegia i Finlandia, które później dołączyły do ESA jako pełnoprawni członkowie.

#### Kanada
Od 1 stycznia 1979 Kanada posiada specjalny status kraju współpracującego z ESA. Jej przedstawiciele biorą udział przy podejmowaniu decyzji, kanadyjskie firmy mogą otrzymywać kontrakty na realizację programów kosmicznych.

### Rozszerzenie

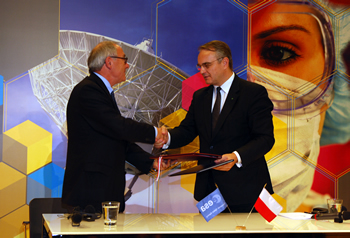
Ceremonia podpisania umowy o przystąpieniu Polski do ESA, 13 września 2012 r.

Przyjęcie nowego członka wymaga jednomyślnej zgody Rady Agencji (art. 22 Konwencji) złożonej z delegatów państw członkowskich (art. 10).
Obecnie państwa wyrażające chęć przystąpienia do Europejskiej Agencji Kosmicznej muszą przejść następujące etapy:
- podpisanie Umowy o Współpracy (ang. Cooperation Agreement) między państwem kandydackim a ESA;
- podpisanie porozumienia o Europejskim Państwie Współpracującym (ang. European Cooperating State – ECS);
- uczestnictwo (także finansowe) w pięcioletnim Planie dla Europejskich Państw Współpracujących (ang. Plan for European Cooperating State, PECS), który ma przygotować je do członkostwa w ESA – przedsiębiorstwa z tych państw w określonym zakresie mogą brać udział w programach kosmicznych ESA (do wysokości wnoszonej przez dane państwo kwoty składki na PECS);
- z upływem okresu obowiązywania PECS – rozpoczęcie negocjacji o przystąpieniu do ESA bądź stowarzyszeniu, albo przedłużenie okresu obowiązywania PECS.

Dnia 27 kwietnia 2007 porozumienie PECS zostało podpisane przez przedstawicieli Polski i ESA. Umowa została ratyfikowana 28 kwietnia 2008 i opublikowana w Dzienniku Ustaw dnia 26 sierpnia. Nadzór nad wdrażaniem porozumienia PECS sprawuje Ministerstwo Gospodarki. Negocjacje akcesyjne rozpoczęły się 28 listopada 2011 roku i zakończyły się w kwietniu 2012 roku. 12 czerwca 2012 r. rząd podjął decyzję o przystąpieniu do ESA. Formalnie członkostwo Polska uzyskała 19 listopada 2012, wraz ze złożeniem kompletu dokumentów akcesyjnych u depozytariusza traktatu powołującego ESA, którym zgodnie z art. 20 Konwencji jest rząd Francji.
| Państwo ubiegające się o członkostwo | Umowa o współpracy | Umowa ECS       | Wstąpienie do PECS | Konwencja ESA | Program Krajowy |
| ------------------------------------ | ------------------ | --------------- | ------------------ | ------------- | --------------- |
| Turcja                               | 15 lipca 2004      |                 |                    |               | TÜBİTAK         |
| Ukraina                              | 25 stycznia 2008   |                 |                    |               | NSAU            |
| Cypr                                 | 27 sierpnia 2009   |                 |                    |               |                 |
| Izrael                               | 30 stycznia 2011   |                 |                    |               | ISA             |
| Malta                                | 20 lutego 2012     |                 |                    |               |                 |
| Bułgaria                             |                    | 8 kwietnia 2015 |                    |               |                 |

Spory między członkami lub między członkiem a Agencją rozpatrywane są w postępowaniu arbitrażowym (art. 17 Konwencji).

## Przedsięwzięcia

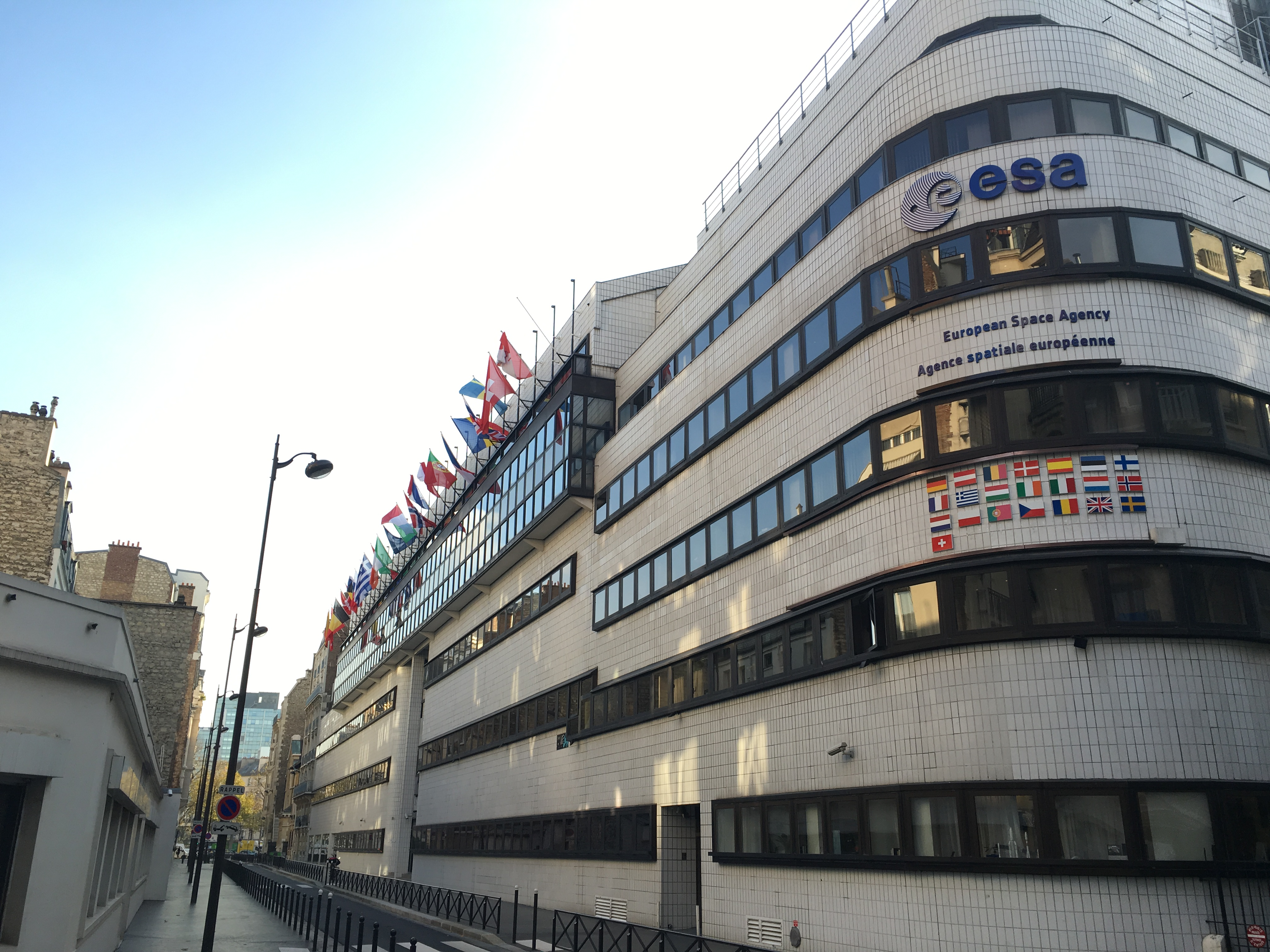
Siedziba ESA w Paryżu

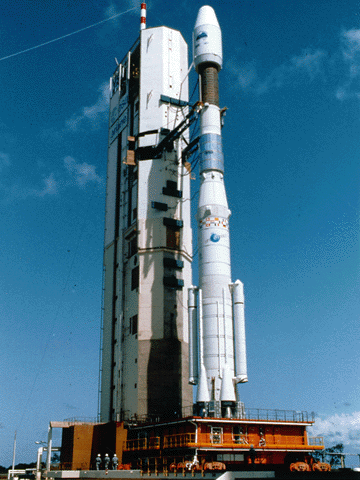
Rakieta nośna Ariane 42P z satelitą Posejdon na kosmodromie Kourou

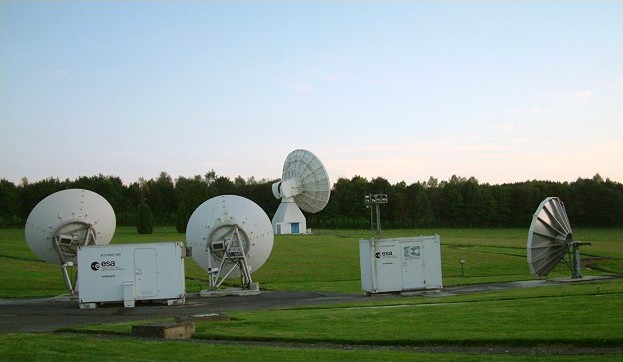
Łączność zapewnia sieć anten satelitarnych systemu ESTRACK

### Rakiety nośne
Jednym z głównych celów Europejskiej Agencji Kosmicznej jest stworzenie floty rakiet nośnych wszystkich typów. Obecnie ESA posiada trzy rodzaje rakiet:
- Ariane 5 – pod przewodnictwem ESA rozwinięta przez CNES (Francuską Agencję Kosmiczną) głównie we współpracy z EADS i SNECMA, w użyciu od 1997 r.
- Sojuz STB – rosyjska rakieta wykorzystywana przez ESA od 2007 r.
- Vega – wyprodukowana przez ESA, pierwszy start 13 lutego 2012 r.

Europejskie rakiety Ariane 1, 2, 3 i 4 zostały już wycofane z eksploatacji.

### Nawigacja satelitarna
- EGNOS – satelitarny system różnicowy wspierający Global Positioning System i GLONASS
- Galileo – system nawigacji satelitarnej

### Wybrane misje kosmiczne

#### Zakończone
- EXOSAT – pierwsze europejskie kosmiczne obserwatorium rentgenowskie, wyniesione w maju 1983
- Hipparcos – satelita do pomiarów astrometrycznych, start w sierpniu 1989
- Envisat – satelita środowiskowy obserwujący Ziemię z heliosynchronicznej orbity polarnej, badania kontynuują satelity Sentinel, wystrzelony w marcu 2002
- Smart 1 – sztuczny satelita Księżyca, próby nowego systemu napędu kosmicznego, start we wrześniu 2003
- Rosetta – wystrzelona w 2004 roku sonda kosmiczna, której lądownik Philae 12 listopada 2014 wylądował na komecie 67P/Czuriumow-Gierasimienko
- Venus Express – wenusjańska sonda kosmiczna, start w listopadzie 2005
- pięć bezzałogowych statków transportowych ATV o osiągach podobnych do Progressa, ich przeznaczeniem była ISS, starty od 2008
- GOCE – klimatologiczny i geofizyczny satelita zbierający dane o polu grawitacyjnym Ziemi i cyrkulacji wody w oceanach w stanie spoczynku, wyniesiony w marcu 2009
- Kosmiczne Obserwatorium Herschela – teleskop kosmiczny pracujący w zakresie dalekiej podczerwieni i fal submilimetrowych, wystrzelony w maju 2009
- Planck – teleskop kosmiczny wykonujący pomiary anizotropii kosmicznego mikrofalowego promieniowania tła, wystrzelony w maju 2009
- IXV (Intermediate eXperimental Vehicle) – eksperymentalny pojazd kosmiczny, bezzałogowy demonstrator statku powrotnego, lot suborbitalny wykonany w lutym 2015
- LISA Pathfinder – sonda kosmiczna, której celem jest przetestowanie rozwiązań technicznych potrzebnych do planowanej misji eLISA, wystrzelona w grudniu 2015

#### Aktualnie trwające
- XMM-Newton (X-ray Multi-Mirror Newton) – teleskop kosmiczny obserwujący wszechświat w ultrafiolecie i promieniowaniu rentgenowskim, wyniesiony w grudniu 1999
- INTEGRAL (International Gamma Ray Astrophysics Laboratory) – teleskop na orbicie eliptycznej obserwujący źródła promieniowania gamma, wystrzelony w październiku 2002
- Mars Express – marsjańska sonda kosmiczna, wystrzelona w czerwcu 2003, w grudniu wypuściła lądownik i weszła na docelową orbitę
- laboratorium kosmiczne Columbus, które jest częścią ISS, wyniesione na orbitę w lutym 2008
- Gaia – sonda astrometryczna wystrzelona w grudniu 2013, następczyni Hipparcosa
- ExoMars – wprowadzenie na orbitę Marsa sondy Trace Gas Orbiter[16], lądowanie lądownika z łazikiem w roku 2021[17], misja badawcza Marsa realizowana wspólnie z Rosyjską Agencją Kosmiczną
- BepiColombo – wspólna misja z JAXA do badań Merkurego[18]

### Misje realizowane wraz zNASA
- Kosmiczny Teleskop Hubble’a – wyniesiony na orbitę w 1990
- Ulysses – sonda kosmiczna do badania aktywności słonecznej, wyniesiona w kosmos w 1990, misja zakończona 30 czerwca 2009
- Cassini-Huygens – ESA odpowiadała za lądownik Huygens, który wylądował na księżycu Saturna, Tytanie w styczniu 2005

### Przyszłe misje
- Swarm – 3 satelity do badań pola magnetycznego Ziemi
- Program Aurora(inne języki)
- CHEOPS(inne języki) – teleskop kosmiczny do wykrywania planet pozasłonecznych
- Euclid (misja kosmiczna)(inne języki)
- Jupiter Icy Moon Explorer (JUICE) – sonda do badań Jowisza i jego największych księżyców
- ESA finansuje również misję satelity KEO, który ma przekazać informacje przyszłym mieszkańcom Ziemi, gdy powróci na błękitną planetę za 50 tysięcy lat.

### Edukacja kosmiczna
Europejska Agencja Kosmiczna stawia sobie również za cel wspieranie edukacji młodzieży i studentów w dziedzinach takich jak matematyka, fizyka, inżynieria i nauki przyrodnicze. Realizuje to przez programy edukacyjne wspierające nauczycieli jak np. Europejskie Biuro Edukacji Kosmicznej ESERO czy też konkursy dla młodzieży i staże dla studentów.